# Rebelión delahuertista en Tabasco

## Antecedentes
Tras el triunfo del Plan de Agua Prieta, ocupó la presidencia interina de la república Adolfo de la Huerta, apoyado por Obregón y Calles. De la Huerta duró en el poder desde el primero de junio de 1920 hasta el 30 de noviembre de ese mismo año. Al día siguiente, Obregón tomó posesión de la presidencia.
Al finalizar el gobierno constitucional del general Álvaro Obregón, el relevo debía ser tomado por Calles o por De la Huerta. Al grupo que formaban estas tres figuras se le llamaba el triunvirato sonorense. Se suponía que la sucesión no iba a causar conflicto, pero sucedió lo contrario. El 2 de septiembre de 1923 Calles anunció sus intenciones de participar en la contienda electoral, acción que fue calificada como "madruguete".
De la Huerta renunció a la Secretaría de Hacienda como evidencia irrefutable de su rompimiento con Calles y Obregón, con lo que el gobierno inició una campaña de desprestigio en contra de De la Huerta y su actuación en Hacienda.
Como resultado de estas fricciones, el 'Partido Liberal Constitucionalista', se escindió en dos facciones. Por un lado, los obregonistas que apoyaban la candidatura del general Plutarco Elías Calles, y por el otro los delahuertistas, que apoyaban a Adolfo de la Huerta.
La presión al interior del partido ocasionó que en diciembre de 1923 se levantara en armas la segunda de estas facciones, argumentando que no estaban de acuerdo con el apoyo de Obregón a Calles.
Ante las presiones de sus adversarios, y la de sus partidarios que no compartían su punto de vista sobre la solución pacífica de los problemas, el 7 de diciembre, De la Huerta, decidió salir a Veracruz en donde estableció su gobierno.

## Inicia la lucha armada en Tabasco
A mediados de diciembre de 1923, los delahuertistas tabasqueños encabezados por Fernando Segovia, José Lozano y Eustorgio Vidal, se levantaron en armas contra el gobernador de Tabasco, Tomás Garrido Canabal en el puerto de  Frontera, mientras que el General Carlos Greene se unió a la rebelión delaheurtista y se alzó en armas en la Chontalpa, y el 23 de ese mismo mes tomó la villa de Jalapa.  Posteriormente, el 10 de enero de 1924, al frente de 2 500 hombres los generales Carlos Greene y Fernando Segovia, sitiaron Villahermosa la capital del estado, que después de 36 días de bombardeos, cayó en poder de los rebeldes delahuertistas sin que pudieran ser contenidos por las fuerzas leales al Presidente Obregón, comandadas por los generales Vicente González y Miguel Henríquez Guzmán.
Ante esta situación, el gobernador Tomás Garrido Canabal, tuvo que esconderse en una casa por algunos días, para después, el 14 de enero ser sacado por la noche por los hermanos Jaidar, y llevado escondido en un cayuco hacia la población de Montecristo para salvarle la vida. Posteriormente continuó su huida hacia Tenosique, para llegar finalmente a Flores, Petén, en la República de Guatemala.
El General Greene logró que los generales Alberto Pineda, Rodolfo H. Vivanco y Gregorio Lozano a cuyos mandos estaban los regimientos militares 67, 38 y 3 de Comalcalco, Huimanguillo y Frontera, respectivamente, pertenecientes a la 12.ª zona militar al mando del General Vicente González, se sumaran al movimiento rebelde.
En el puerto de Frontera fueron capturados los hermanos Fernando y Quintín Aráuz Carrilo, Tello y Magaña y a Juan Gómez (a) “El Zorro”, quienes fueron llevados a Paraíso para ser fusilados en el panteón de esa localidad, acusados de ser espías de Tomás Garrido.

### Frontera, capital delahuertista de México
Debido a su aislamiento geográfico, Tabasco se convirtió en el reducto más seguro para los rebeldes, quienes desconociendo al gobernador Tomás Garrido y posesionados de la capital del estado, nombraron como gobernador, primero a Manuel Ferrer Vega quien desempeñó el cargo los días 18 al 20 de enero y después a Manuel Antonio Romero que ocupó la gubernatura desde el 21 de enero, fecha en que Tabasco queda separado "de facto" del país, hasta el 7 de junio de 1924 cuando terminó la rebelión.
Considerando a Tabasco un territorio inexpugnable, y que sus seguidores dominaban, Adolfo de la Huerta dejó Veracruz el 5 de febrero para dirigirse a Villahermosa, llegando a Tabasco, estableciendo "su gobierno" en el puerto de Frontera, al que el 20 de febrero de 1924 a través de un manifiesto declaró "Capital Delahuertista de México" y desde ahí, trató de organizar su rebelión armada en todo México. Sin embargo, las tropas leales a Obregón fueron poco a poco doblegando a los delahuertistas quienes fueron perdiendo terreno. Posteriormente De la Huerta salió de Frontera el 11 de marzo rumbo a los Estados Unidos dejando a su suerte a sus seguidores.

## Fin de la rebelión
El final de la rebelión delahuertista se comenzó a escribir, cuando las tropas federales tomaron Mérida y marcharon rumbo a Tabasco convertido en el último reducto de los rebeldes. El General Vicente González que se había pasado del lado de los rebeldes, se reincorporó al ejército federal y tomó el puerto de Frontera. Ante el avance de las tropas federales, el gobernador delahuertista Manuel Antonio Romero, salió de Villahermosa el 7 de junio huyendo hacia Guatemala. El General rebelde Cándido Aguilar, no pudiendo sostenerse en Campeche se encaminó hacia Tabasco con las fuerzas que lo seguían, sin embargo, en el camino se fue quedando sin soldados, y pese a que unió sus fuerzas a las del General Salvador Alvarado no pudieron resistir, y Villahermosa fue recuperada por las fuerzas federales el 17 de junio.
La rebelión delahuertista había durado seis meses, el mismo lapso que Tabasco estuvo sustraído "de facto" del pacto federal. Algunos de los jefes importantes como Cándido Aguilar y Guadalupe Sánchez se refugiaron en los Estados Unidos, pero otros de conocida filiación revolucionaria como los generales Carlos Greene y Salvador Alvarado fueron asesinados, el primero fue fusilado en su hacienda en Comalcalco y el segundo fue capturado y cuando era conducido al puerto de Frontera, fue asesinado en el Rancho “El Hormiguero” en Montecristo, Tabasco, por Diego Zubiaur, quien participaba en la escolta de Alvarado, el 10 de junio de 1924.
El 15 de junio en la aduana del puerto de Frontera es exhibido el cuerpo putrefacto del general Salvador Alvarado, último bastión del delahuertismo en México.
El 5 de agosto, comenzó el ejército el ataque final a los últimos rebeldes delahuertistas en Tabasco, atacando en Comalcalco la finca "San Pedro" de donde huyeron el general Carlos Greene y su hermano el Coronel Alejandro Greene. El 1 de octubre son derrotados en la finca "Montaña" el licenciado Rodulfo Brito Foucher y el Teniente Coronel Epifanio Bravata, quien al ya no tener balas, se suicidó con la última que le quedaba. El 9 de noviembre es derrotado en la Barra de Santa Ana el General Fernando Segovia, y fusilado el día 11 del mismo mes en el puerto de Frontera.
Finalmente, el 30 de noviembre, el ejército sitió y derrotó al General Carlos Greene y a su hermano el Coronel Alejandro Greene, quedando heridos de muerte. Falleciendo ambos en las primeras horas del 2 de diciembre de ese año, con lo que queda exterminado definitivamente el delahuertismo en Tabasco y en México, y pacificado el estado de Tabasco.
Cuando Tomás Garrido regresó a Tabasco y reasumió el gobierno, emprendió un ajuste de cuentas y logró deshacerse de sus enemigos, convirtiéndose mediante su alianza con el presidente Calles, en el hombre fuerte de Tabasco.